# Vinayak Damodar Savarkar
Vinayak Damodar Savarkar (appelé Vir ou Veer Savarkar, né le 28 mai 1883 à Bhagur, un village près de Nashik et mort le 26 février 1966 à Nagpur, Maharashtra) est une personnalité politique indienne. Il a développé une idéologie nationaliste qu'il a appelée l'Hindutva.

## Biographie
Né en mai 1883, il étudie en Inde et soutient l'idée d'une révolution par les armes pour obtenir l'indépendance de l'Inde. Il publie The Indian War of Independence, un texte à propos du soulèvement indien de 1857. Ce texte est interdit par les autorités coloniales anglaises. Se sentant menacé d'arrestation pour ses écrits et ses liens politiques, il préfère quitter l'Inde quelque temps et gagner Londres. En mars 1910, il est arrêté à Kensington (Londres), à cause de ses relations avec le groupe révolutionnaire India House et renvoyé en Inde, emprisonné à bord du paquebot anglais Le Morea. Lors d'une escale de ce paquebot à Marseille, le 8 juillet 1910, il s’échappe par un hublot et gagne la terre à la nage. Un gendarme maritime français le remet aux Anglais qui s’étaient lancés à sa poursuite. Les autorités françaises se sont demandé si cette reprise ne constituait pas une violation du droit d'asile. Mais en 1911, le tribunal de La Haye, sollicité, estime que l’Angleterre n’a pas à rendre le prisonnier politique hindou à la France,.  Il est condamné à 50 années de prison et enfermé à Cellular Jail aux îles Andaman. 
En prison, il développe sa théorie du nationalisme hindou : l'Hindutva. En 1921 il est remis en liberté à la condition de cesser toute activité révolutionnaire. Il continue néanmoins à défendre l'idée d'une Inde dominée par les Hindous. Il voyage et tient des conférences à ce sujet. En 1923, il écrit son essai Essentials of Hindutva. Il est président de l'Hindu Mahasabha et un critique véhément du congrès national indien, en particulier à propos de la partition des Indes, et des concessions faites aux Musulmans dans ce cadre. Il se voit accusé, du fait de ses critiques d'être à l'origine de plusieurs attentats sur Mohandas Karamchand Gandhi. Il est arrêté à cause de cela, en 1948, après le meurtre de Gandhi, puis libéré en raison de l'absence de preuves. Il passe les dernières années de sa vie à travailler sur son concept de l'Hindutva.

## Positionnement politique et religieux
Bien qu'admettant un héritage culturel lié à l'hindouisme dans le cadre de sa théorie de l'Hindutva, une forme de patriotisme indien ou « nationalisme hindou », Vinayak Damodar Savarkar n'est pas un religieux hindou (Sadhu, Brahmane), mais se réclame de l'athéisme. 
Accusé d'être un fasciste version indienne (par les colons britanniques), Sarvakar a récusé toute alliance avec les régimes oppressifs, car il s'estimait humaniste, démocrate : « Dans le conflit des idéologies, les Hindous ont eu des positions parfaitement claires. Nous haïssons le Nazisme et le Fascisme. Nous sommes les ennemis de Hitler et Mussolini. Nous luttons fortement pour notre propre émancipation et nous voulons repousser chaque dictateur qui voudrait essayer de réduire une partie de l'humanité à l'esclavage pour servir les caprices de sa propre mégalomanie. (...) Tout anti-impérialiste doit être un anti-fasciste. »
Il définit l’hindouisme politique en termes culturels, politiques et ethniques. Est hindou, selon lui, celui qui considère l’Inde comme sa terre mère, la terre de ses ancêtres et la terre sacrée. L'hindutva accepte le bouddhisme ou le jaïnisme, qui sont des religions nées sur le sol indien, mais exclut de fait les religions comme l’islam et le christianisme. Les minorités sont tolérées, à condition qu’elles reconnaissent la suprématie hindoue et qu’elles adoptent sa culture ou ses traditions ; mais la culture et la tradition hindoues que défend Vinayak Damodar Savarkar sont en réalité une vision particulière appartenant aux puissantes castes hindoues usurières (ou de propriétaires terriens) mises en place par l'Empire britannique quand l'Inde était sa colonie, et non celles de l'Inde ancienne (qui ne faisait aucune distinction entre indien et non-indien) ; ces clans indiens d'usuriers, prospères alors que les famines décimaient en masse les paysans sans terre ou endettés, ont gardé et amplifié leur influence après la décolonisation de l'Inde, et se sont engouffrés dans l'idéologie du nationalisme hindou ; Savarkar substituait au concept traditionnel de jati (caste socioprofessionnelle, « naissance ») celui de race, de nation, dans une optique totalitariste en réaction au Mouvement du Califat et à la création d'un Pakistan islamique :

« Ce mouvement qui se présente comme le champion de l'indouité (hindoutva) est en réalité, historiquement, le plus anti-indou qui soit. (...) La grandeur du modèle indou est dans son pluralisme soigneusement organisé, fondé sur la tolérance. Jamais les Indous ne détruisirent, au cours de leur longue histoire, les lieux de culte des autres religions : les Musulmans le firent, avec abondance, et les Chrétiens là où ils le purent, comme à Goa. Jamais les Indous. Quand les Marâthes reconstruisirent Bénarès au XVIIIème siècle, ils en laissèrent debout toutes les mosquées. »

— Le modèle indou, Guy Deleury, éditions Kailash, page 394,  (ISBN 2-909052-33-8).
Savarkar estimait que l'Inde devait calquer son approche du « problème musulman » sur celle utilisée par les nazis pour résoudre leur « problème juif ».

## Études sur Savarkar
- Siegfried O. Wolf: Vinayak Damodar Savarkar’s „strategic agnosticism“. A compilation of his socio-political philosophy and worldview. ( Heidelberg Papers in South Asian and Comparative Politics; Working Paper No. 51). Universität Heidelberg, 2002.